# Elvira Gascón Vera
Elvira Gascón Vera (* 17. Mai 1911 in Almenar; † 10. Februar 2000 in Soria) war eine spanische Malerin und Grafikerin.

## Biografie
Gascón studierte von 1929 bis 1935 Malerei an der Real Academia de Bellas Artes de San Fernando in Madrid und besuchte Bildhauerkurse. Zu Beginn des spanischen Bürgerkriegs arbeitete sie im Museum für Archäologie in Madrid. Dann  heiratete sie den Architekten und Maler Roberto Fernández Balbuena, mit dem sie 1939 nach Mexiko ging. In Mexiko hatte sie 28 Einzelausstellungen und war bei 45 Gruppenausstellungen vertreten, malte acht Murales und illustrierte unter anderem rund 150 Bücher. Ihre 1944 in Mexiko-Stadt geborene Tochter Elvira Fernández Gascón ist eine bekannte Bildhauerin.